# William Goebel
William J. Goebel (4 de enero de 1856 - 3 de febrero de 1900), fue un político estadounidense que desempeñó el cargo de Gobernador de Kentucky solo por unos días del 1900, después de haber sido herido de muerte por un asesino el día antes de jurar el cargo. Goebel sigue siendo el único Gobernador de EE.UU asesinado mientras desempeñaba el cargo.
Un hábil político, Goebel era muy capaz de aceptar ofertas de sus compañeros legisladores, e igualmente capaz y dispuesto a romper los acuerdos si una oferta mejor llegaba. Su tendencia a utilizar la maquinaria política del Estado para avanzar en su agenda personal le valieron el apodo de "Boss Bill", "el rey de Kenton", "Kenton Zar", "Rey William I" y "Guillermo el Conquistador".
La personalidad mordaz de Goebel le procuró muchos enemigos políticos, pero su defensa de causas populistas, como la regulación del ferrocarril, también le ganó muchos amigos. Este conflicto de opiniones llegó al máximo en la elección a gobernador de Kentucky de 1900. Goebel, un demócrata, dividió a su partido utilizando la táctica política para resultar elegido, en un momento en que los republicanos de Kentucky estaban finalmente ganando fuerza, tras conseguir su primer gobernador cuatro años antes. Esta dinámica llevó a una lucha cerrada entre Goebel y William S. Taylor. En el clima político caótico que resultó, fue asesinado Goebel. La identidad de su asesino sigue siendo un misterio sin resolver hasta nuestros días.

## Primeros años
Wilhelm Justus Goebel nació el 4 de enero de 1856, en Carbondale, Pensilvania, hijo de Guillermo y Augusta Goebel, inmigrantes de Hanóver, Alemania. El primero de cuatro hijos Goebel, nació dos meses prematuro y pesó menos de tres libras. Mientras que su padre sirvió en el Ejército de la Unión durante la guerra civil estadounidense, la madre de Goebel cuidaba a los niños sola, enseñándoles acerca de su herencia alemana. Hasta los seis años, Wilhelm solo habló alemán, pero finalmente también abrazó la cultura de su país de nacimiento, incluyendo la adaptación de su nombre a la ortografía inglesa.
El padre de Goebel trasladó a la familia a Covington, Kentucky, a su regreso del servicio militar en 1863. El joven William asistió a la escuela en Covington, y se convirtió en aprendiz de un joyero en Cincinnati, Ohio. Abandonó el comercio, y después de una breve temporada en Hollingsworth Business College, se convirtió en un estudiante en el bufete de abogados de John W. Stevenson, quien había sido gobernador de Kentucky desde 1871 hasta 1877. Goebel eventualmente se convirtió en socio de Stevenson y albacea de su herencia. Después de graduarse de la Escuela de Derecho de Cincinnati en 1877, Goebel se inscribió en el Kenyon College en Gambier, Ohio, pero se retiró con su familia tras la muerte de su padre. Después de unos años de práctica privada, Goebel se asoció con el representante del Estado de Kentucky John G. Carlisle durante cinco años, aunque posteriormente regresó con Stevenson en Covington como socio.

## Las características personales
Goebel nunca fue una persona particularmente genial en público. Pertenecía a pocas organizaciones sociales, y solo saludaba a sus amigos más cercanos, con una sonrisa o un apretón de manos. Fue rara vez vinculado sentimentalmente con una mujer, y es el único gobernador de Kentucky que nunca se casó. Su características físicas exacerbaban su carácter taciturno. Irvin S. Cobb, periodista, comentó que la apariencia de Goebel era parecida a la de un réptil, mientras que otros comentaron sus labios de desprecio, nariz afilada y ojos sin vida. Goebel no fue un orador de talento, evitando el lenguaje florido y confiando en su voz profunda y poderosa para dar a conocer su mensaje.
Si bien carecía de las cualidades sociales comunes a los políticos, una característica ayudó a Goebel en el campo político fue su inteligencia. Goebel era ilustrado, e incluso sus detractores admitieron que su intelecto era impresionante. Cobb llegó a la conclusión de que nunca había quedado más impresionado con la inteligencia de un hombre que con la de Goebel.

## Carrera política
En 1887, James W. Bryan dejó vacante su asiento en el Senado de Kentucky para ejercer en la oficina del teniente gobernador. Goebel decidió buscar la elección al puesto vacante en representación de la zona de Covington. Su programa político de regulación del ferrocarril y la defensa de causas laborales, combinada con la influencia de Stevenson, su excolega, debería haber dado a Goebel una victoria fácil, pero esto no fue así. Un tercer partido político, el Partido de la Unión del Trabajo, había alcanzado el poder en el área con una plataforma política similar a la de Goebel. Sin embargo, mientras Goebel tenía que quedarse cerca de sus aliados en el Partido Demócrata, el Partido de la Unión del Trabajo cortejado los votos de demócratas y republicanos, y la elección se decidió a favor de Goebel por cincuenta y seis votos simples.

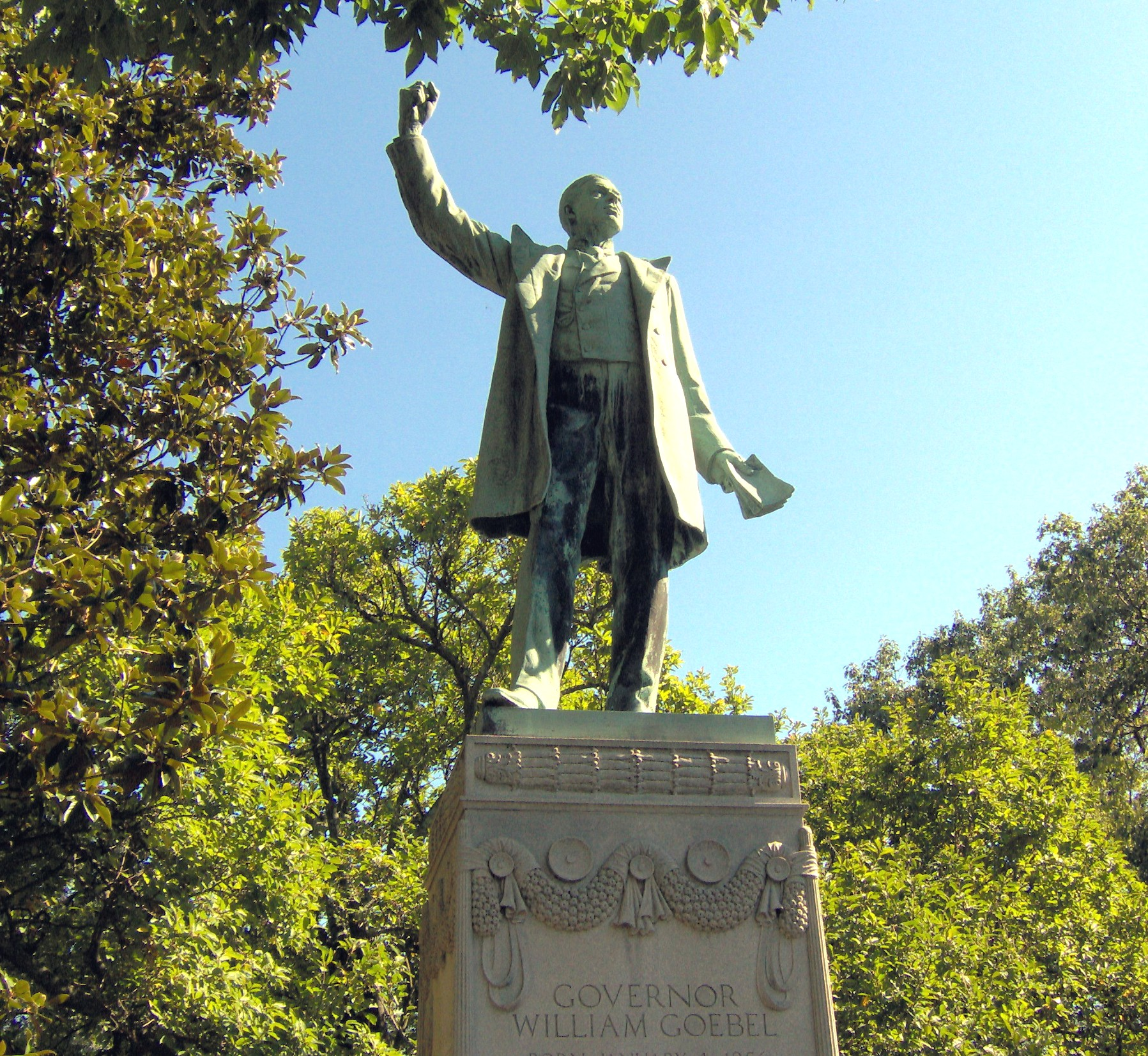
Estatua de Goebel enfente del antiguo Parlamneto del estado.

Con solo dos años de mandato para distinguirse ante un intento de reelección, Goebel apuntó a un blanco grande y popular: el ferrocarril de Louisville y Nashville. Una propuesta de los legisladores pro-ferrocarril en la Cámara de Representantes de Kentucky para abolir la Comisión del ferrocarril de Kentucky fue aprobada y enviada al Senado. El senador M. Cassius Clay respondió proponiendo una comisión para investigar las presiones de la industria ferroviaria. Goebel sirvió en el comité, que descubrió violaciones significativas por el grupo de presión del ferrocarril. Goebel también ayudó a derrotar el proyecto de ley para abolir la Comisión de Ferrocarriles en el Senado. Estas acciones hicieron de él un héroe en su distrito. Se postuló para un período completo como senador por unanimidad en 1889, y fue reelegido en 1893, con un margen de votos de tres a uno sobre su oponente republicano.
En 1890, Goebel fue delegado a la cuarta asamblea constitucional de Kentucky,, donde se decidió la actual Constitución de Kentucky. A pesar del alto honor de ser elegido como delegado, Goebel mostró poco interés en participar en el proceso de creación de la nueva Constitución. La asamblea se reunió durante 250 días; Goebel estuvo presente en solo 100 de ellos. Sin embargo, logró obtener la inclusión de la Comisión de Ferrocarriles en la nueva Constitución. Como una entidad constitucional, la Comisión solo puede suprimirse mediante una enmienda aprobada por el voto popular. Ello significaría proteger a la Comisión de ser desmantelada unilateralmente por la Asamblea General.

## Un duelo con John Sanford
En 1895, Goebel participó en lo que muchos de los presentes consideraron un duelo con el general John Lawrence Sanford, un ex confederado y político convertido en banquero, que ya había tenido desencuentros con Goebel. La exitosa campaña de Goebel para eliminar los peajes de algunas autopistas de peaje de Kentucky le había costado una gran cantidad de dinero a Sanford. Más tarde, se cree que Sanford bloqueó el nombramiento de Goebel a la Corte de Apelaciones de Kentucky, el más alto tribunal del estado. En respuesta a esto, Goebel escribió un artículo en un periódico local refiriéndose a Sanford como "John gonorrea".
El duelo se produjo cuando Goebel y dos de sus conocidos fueron a cobrar un cheque en Covington. Goebel sugirió evitar el banco de Sanford, pero Sanford, de pie, fuera del banco, comenzó con ellos una conversación antes de que pudieran cruzar la calle e ir a otro banco. Cuando Sanford saludó a los amigos de Goebel, este ofreció su mano izquierda, mientras con la derecha sujetaba una pistola oculta en el bolsillo. Goebel, al darse cuenta de esto y estar igualmente armado, agarró la pistola de su propio bolsillo. Sanford le inquirió a Goebel, "Entiendo que usted asume la autoría de ese artículo." "Sí", respondió Goebel. Los testigos coinciden en que ambos dispararon sus armas, pero no podría decirse quién disparó primero. Goebel resultó ileso, la bala le atravesó el abrigo y desgarró sus pantalones, mientras que Sanford resultó herido en la cabeza, y murió cinco horas más tarde. Aunque Goebel fue absuelto, alegando defensa propia, el incidente afectaría su futura carrera política.  La absolución de Goebel también fue significativa debido a la prohibición de duelo en la Constitución de Kentucky. Si Goebel hubiera sido condenado no habría tenido derecho a ocupar cargos públicos.

## La ley electoral Goebel
Los demócratas, que controlaba la Asamblea General, consideraron que los comisionados electorales del condado habían sido injustos en la selección de los funcionarios electorales locales, y que esta injusticia había contribuido a la elección de gobernador republicano William O. Bradley en 1895 y del presidente republicano William McKinley en 1896. Goebel propuso un proyecto de ley, conocido como "la ley electoral Goebel", que pasando a lo largo de las líneas del partido fuerte y sobre el veto del Gobernador de Bradley, creó una comisión electoral estatal de tres miembros, designados por la Asamblea General, para seleccionar la comisión electoral del condado. Este sistema resultó ser tan manipulable como el que reemplazó, permitiendo que el estado controlado por los demócratas de la Asamblea General nombrara a sus compañeros demócratas de la comisión electoral.
Muchos votantes denunciaron el proyecto como un intento egoísta de Goebel de aumentar su poder político, y la junta electoral siguió siendo un tema controvertido hasta su abolición en una sesión extraordinaria de la legislatura en 1900. A pesar del ascenso a la oficina del Presidente Pro Tempore en 1896, Goebel fue objeto de la oposición de grupos de ambos partidos en Kentucky, después de la aprobación de la ley.

## Elecciones para gobernador de 1899-1900
Tres hombres buscaron la nominación demócrata para gobernador en la convención del partido en 1899 en Louisville: Goebel, Wat Hardin, y William J. Stone. Cuando Hardin demostró ser el favorito para la nominación, Stone y Goebel acordaron trabajar juntos en su contra. Los partidarios de Stone se comprometieron a votar a quien quiera que Goebel eligiera para presidir la convención, y a cambio, la mitad de los delegados de Louisville, comprometidos con Goebel, votarían a favor de designar a Stone para gobernador. Goebel entonces abandonaría la carrera, pero se le permitiría nombrar a muchos de los otros funcionarios. Como el plan se propagó a través de la convención, Hardin se retiró de la carrera, creyendo que sería superado por la alianza Goebel - Stone.
Pero Goebel asumió un riesgo calculado, incumpliendo el acuerdo una vez que su hombre se había instalado como presidente. Hardin, viendo que Stone había sido traicionado y creyendo que todavía podía ser capaz de asegurar la nominación, volvió a entrar en la refriega. Después de varias resultados caóticos sin ninguna mayoría clara para ninguno de las tres, el presidente -elegido a dedo por Goebel- anunció que el hombre con menos votos en el escrutinio siguiente sería eliminado de las elecciones. Resultó ser Stone. Los partidarios de Stone estaban una posición difícil ya que ahora estaban obligados a elegir entre Hardin, que era visto como un peón de la industria del ferrocarril, o Goebel, que acababa de traicionar a Stone. Finalmente, la mayoría apoyaron a Goebel que ganó así la nominación. Las tácticas Goebel, aunque no eran ilegales, no eran populares y provocaron la división del partido. Una facción de descontentos que se hacían llamar los "justos de las elecciones los demócratas" celebraron una convención en Lexington por separado y nombraron a John Y. Brown para gobernador.
En las elecciones generales, el republicano William S. Taylor derrotó a los candidatos demócratas, pero su margen sobre Goebel fue de apenas 2.383 votos. Los demócratas en la Asamblea General acusaron de irregularidades en la votación en algunos distritos, pero en una decisión sorpresa, la Junta Electoral creada por la Ley Electoral Goebel y ocupada por tres demócratas controlados por Goebel, dictaminó que las papeletas en disputa debían contar, alegando que la ley no les daba el poder legal para revertir los resultados oficiales del condado y que, en virtud de la Constitución de Kentucky, la facultad de revisar la elección recaía en la Asamblea General. La Asamblea invalidado los votos suficientes para darle la elección a Goebel. La Asamblea de la minoría republicana estaba indignada, al igual que los votantes en los distritos tradicionalmente republicanos. Durante varios días, el estado estuvo al borde de una posible guerra civil.

## Asesinato y consecuencias
Mientras los resultados electorales quedaron en controversia, Goebel, advertido de un complot de asesinato contra él, caminaba flanqueado por dos guardaespaldas al Parlamento en la mañana del 30 de enero de 1900. Los informes se contradicen acerca de lo sucedido, pero esencialmente cinco o seis disparos fueron efectuados desde el edificio estatal cercano hiriendo a Goebel en el pecho y provocándole heridas de gravedad. Taylor, que desempeñaba el cargo de gobernador temporal en espera de una decisión final sobre las elecciones, llamó a la milicia y convocó a la Asamblea General en una sesión extraordinaria, no en Fráncfort, sino en London, Kentucky, una zona republicana. La minoría republicana respondió a la petición y se dirigió a London. Los demócratas se resistieron a la llamada y muchos se retiraron a Llouisville. Ambas facciones afirmaron la autoridad, pero los republicanos fueron demasiado escasos en número para reunir el quorum.
Un día después de recibir los disparos, Goebel prestó juramento como gobernador. En su único acto como gobernador, Goebel firmó una proclama para disolver la milicia convocada por Taylor, un orden que no fue atendida por el comandante de la fuerza republicana. A pesar de los desvelos de 18 médicos, Goebel murió la tarde del 3 de febrero de 1900. Los periodistas simpatizantes recordaron sus palabras heroicas: "Dile a mis amigos que sean valientes, intrépidos y leales al pueblo." El escéptico Irvin S. Cobb contó otra historia: tras haber ingerido la última comida, el gobernador fallecido supuestamente comentó: "Doctor, esa maldita ostra estaba mala". Debido al desagrado de Goebel con el Ferrocarril de Louisville y Nashville, el cuerpo del gobernador no fue llevado en la línea directa del ferrocarril Louisville-Nashville, sino dando un rodeo desde Covington, su ciudad natal, a través de río Ohio hacia Cincinnati, y luego al sur hasta Fráncfort en el ferrocarril Queen and Crescent.

## Resolución de la elección
Con Goebel muerto, la tensión comenzó a ceder. La idea del vicegobernador de Goebel, J.C.W. Beckham, como gobernador fue más aceptable para la mayoría de la oposición que una guerra civil en el estado, aunque muchos de ellos pudieron haber preferido la guerra a un gobierno Goebel. Después de una larga reunión, se redactó un compromiso bipartidista que terminaría el asunto. Los términos pedían el reconocimiento republicano de la elección que le correspondía a Goebel (y posterior derecho de Beckham para gobernar). Los republicanos también eliminarían la milicia de Frankfort. Los demócratas, a su vez, extenderían la inmunidad a cualquier funcionario republicano que tuvieran vínculos con el asesinato, dejarían de participar en las elecciones para las oficinas estatales, y trabajarían para aprobar un proyecto de ley de reforma electoral no partidista. El acuerdo solo necesitaba la firma de Taylor para ser eficaz. Negándose a abandonar su puesto, Taylor obstaculizó el acuerdo.
Habiendo agotado el compromiso, ambas partes acordaron litigar el asunto. El Tribunal de Justicia de Apelaciones de Kentucky consideró que la Asamblea General había actuado legalmente en declarar a Goebel el ganador de la elección. Esa decisión fue apelada ante la Corte Suprema de los Estados Unidos. Los argumentos se presentaron el 30 de abril de 1900, y el 21 de mayo, los magistrados decidieron por 8-1 no intervenir en el asunto, permitiendo que la decisión del Tribunal de Apelaciones quedara en pie. El único disenso fue el de Juez Asociado John Marshall Harlan, nativo de Kentucky.

## Las investigaciones
Durante la investigación subsiguiente al asesinato, la sospecha, naturalmente, se centró en el gobernador depuesto Taylor, quien huyó a Indianápolis, Indiana, bajo la amenaza de acusación. El gobernador de Indiana se negó a extraditar a Taylor, y nunca fue interrogado sobre su conocimiento del complot para matar a Goebel. Taylor se convirtió en un exitoso abogado en Indiana, y fue indultado en 1909 por el sucesor de Beckham, el republicano Augusto E. Willson.
Dieciséis personas, incluyendo a Taylor, fueron finalmente acusadas del asesinato del gobernador Goebel. Tres aceptaron inmunidad judicial a cambio de su testimonio. Solo cinco fueron a juicio, y se absolvió a dos de ellos. Las condenas fueron dictadas contra el secretario de estado Caleb Powers, Henry Youtsey y Jim Howard. La fiscalía acusó a Powers de ser el autor intelectual, ya que con un oponente político muerto su jefe, el gobernador Taylor, podría permanecer en el cargo. Youtsey era un presunto intermediario, y Howard, quien se dice que estuvo en Fráncfort para solicitar el indulto de Taylor por el asesinato de un hombre en una disputa familiar, fue acusado de ser el asesino real.
Los juicios tuvieron irregularidades. Los tres jueces estaban a favor de los demócratas de Goebel, y en un momento del juicio se encontró que de 368 personas en el jurado, solo 8 eran republicanas. Los republicanos en las cortes de apelación revocaron las sentencias de Powers y Howard, aunque Powers fue juzgado tres veces más, dando lugar a dos condenas y Howard fue juzgado y condenado dos veces más. Ambos hombres fueron indultados en 1908 por el gobernador Augusto E. Willson.
Youtsey, quien recibió una sentencia de cadena perpetua, no apeló, pero tras dos años en prisión se convirtió en testigo de la acusación. En el segundo juicio de Howard, Youtsey alegó que el exgobernador Taylor había discutido un plan de atentado con Youtsey y Howard. Apoyó las pretensiones de la fiscalía de que Taylor y Powers habían ultimado todos los detalles, que él actuó como intermediario, y Howard hizo el disparo. En el interrogatorio, la defensa señaló contradicciones en los detalles de la historia de Youtsey, pero aun así, Howard fue condenado. Youtsey salió en libertad condicional en 1916 y fue indultado en 1919 por el gobernador demócrata James D. Black.
La mayoría de los historiadores coinciden en que el asesino del Gobernador Goebel nunca será identificado de manera concluyente.

## Para leer más
- Cobb, Irvin S. (1941). Exit Laughing. The Bobbs-Merrill Company.